# Josef Mifek
Josef Mifek (* 20. května 1958) je bývalý československý fotbalista. V letech 2006–2022 byl starostou města Veverská Bítýška.

## Fotbalová kariéra
V sezoně 1976/77 se stal se Zbrojovkou Brno dorosteneckým mistrem ČSSR pod vedením Františka Harašty. Po návratu z vojny debutoval v československé lize, kde odehrál 2 zápasy, neskóroval. Je držitelem trenérské licence UEFA "B".

## Veřejný život
Od 2006 do 2022 byl starostou městyse/města Veverská Bítýška.

## Ligová bilance
| Ročník                                   | Zápasy | Góly | Klub              |
| ---------------------------------------- | ------ | ---- | ----------------- |
| 1. československá fotbalová liga 1979/80 | 2      | 0    | TJ Zbrojovka Brno |
| CELKEM                                   | 2      | 0    |                   |